# Abtenauer Becken

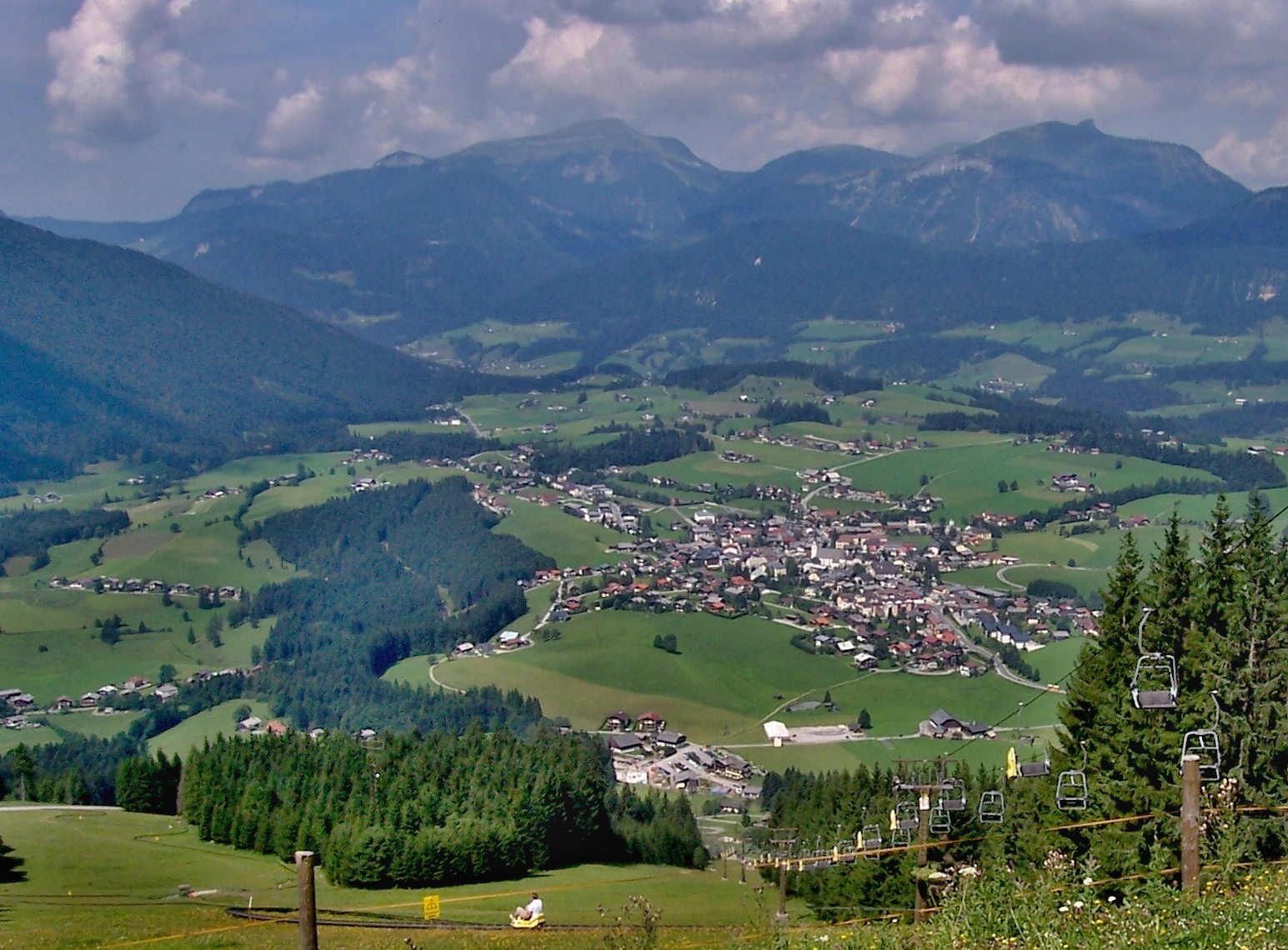
Abtenauer Becken (2005)

Das Abtenauer Becken ist eine Talweitung im nordöstlichen Tennengau im österreichischen Bundesland Salzburg.

## Geografie
Das inneralpine Becken, geologisch ein Teil der Lammersenke, ist landwirtschaftlich nutzbar, wurde aber wegen seiner schweren Zugänglichkeit erst im Hochmittelalter besiedelt.

### Lage
Das Abtenauer Becken wird im Südwesten durch das Tennengebirge, im Norden durch die Salzburger Voralpen und im Osten durch das Dachsteingebirge begrenzt. Zugänge zum Becken sind
- im Südosten das obere Lammertal, aus dem man über den Bichlberg von Hüttau und Radstadt kommt,
- im Osten der Pass Gschütt mit dem Übergang vom Hallstätter See,
- im Nordosten der Lienbachsattel mit dem Übergang von Strobl und dem Wolfgangsee und
- im Westen das untere Lammertal von Golling.

### Gewässer
Das wichtigste Gewässer ist die Lammer mit ihren Nebenbächen Rußbach, Rigausbach, Eglseebach  und Schwarzenbach. Zentral im Becken liegt der Eglsee.

### Orte
Der größte Ort ist der Markt Abtenau.

## Geologie
Die Lammermasse ist eine nur wenig gegenüber der ursprünglichen Unterlage verschobene Masse zwischen den Dachsteinkalken der Salzburger Voralpen und des Tennengebirges. Beide haben eine Jura- und Kreidebedeckung. Die Lammermasse reicht im Westen bis zur Salzach und im Osten bis zum Dachstein.
Das Profil der Lammermasse zeigt als Basis etwa 100 m stark aufgeschlossenen roten Werfener Schiefer, darüber 10 m gering Crinoidengrus-führende Werfener Kalke, 50 bis 70 m dunkles Anis-Karbonatgestein, 50 m hellgraue, schwach mylonitische Kalke des Ladin und dunkle Kieselkalke des Kam, die eine Mächtigkeit von 100 bis 300 m haben.
Im Abtenauer Becken finden sich Moränenanhäufungen. Die tropfenförmigen Hangrücken in nordwest-südost-Richtung wurden von Gletschern geformt (Drumlins). Die Schotterterrassen entstanden in einem See in der Zwischeneiszeit.

## Bodenschätze
Im Südwesten des Abtenauer Beckens ist seit dem 18. Jahrhundert eine schichtgebundene Mangananreicherung in den Strubbergschichten bekannt. Das Gebiet reicht vom Pass Luegg über den Klausgraben bis zu den Gipfeln Tagweide und Schallwand. Die Strubbergschicht hat eine Mächtigkeit von 100 bis 200 Meter, die manganführenden Schichten sind bis zu 60 Meter stark.